# آزاد آزادپور
آزاد آزادپور زاده (۱۹۷۴میلادی)_(۱۳۵۲شمسی)معروف به آزاد، خوانندهٔ رپ‌خوان آلمانی ایرانی‌ کُردتبار است. سبک او هیپ‌هاپ آلمانی است.

## آلبوم‌شناسی
- ۲۰۰۱: لِبن
- ۲۰۰۳: مشت از شمال غربی
- ۲۰۰۴: طرز تهیه
- ۲۰۰۵: یکی (به همراه کول ساواش)
- ۲۰۰۶: بازی تمام شد
- ۲۰۰۷: حروف بزرگ
- ۲۰۰۹: دوزخ آسفالت
- ۲۰۰۹: قاتل
- ۲۰۱۰: دوزخ آسفالت II